# Buschdorf
Buschdorf (Luxemburgs: Bëschdrëf) is een plaats in de gemeente Helperknapp en het kanton Mersch in Luxemburg. Buschdorf telt 372 inwoners (2001) en ligt in het westen van Luxemburg, in het Gutland.
Buschdorf maakte deel uit van de gemeente Boevange-sur-Attert totdat deze op 1 januari 2018 fuseerde met de gemeente Tuntange tot de huidige gemeente Helperknapp.
Buschdorf ligt aan de westkant van de Helperknapp, een beboste heuvel van 387 meter hoog en een belangrijk bedevaartsoord. De zich hierop bevindende kapel behoort bij de parochie van Buschdorf.

Op het gedeelte van de heuvel dat bij dit gehucht ligt, heeft men urnen en antieke munten gevonden.
Elk jaar wordt er met Pinksteren een Helpermaart gehouden, een in middeleeuwse sfeer opgezette markt. Ook houdt men jaarlijks op tweede pinksterdag een processie ter ere van de missionaris Willibrord.

## Externe link

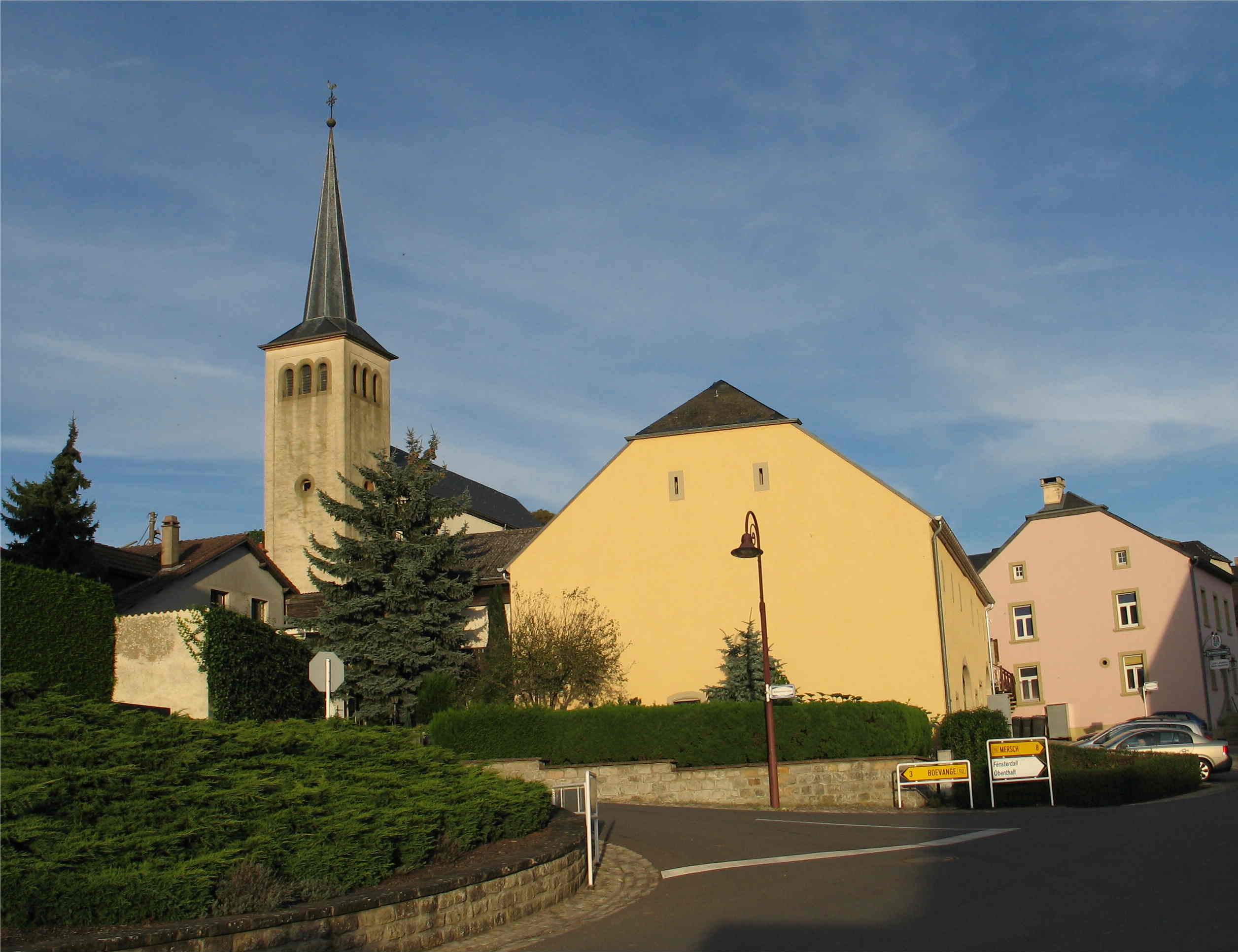
Kerk in Buschdorf